# 오세라 다이치
오세라 다이치(일본어: 大瀬良 大地, 1991년 6월 17일 ~ )는 일본의 프로 야구 선수이며, 현재 센트럴 리그인 히로시마 도요 카프의 소속 선수(투수)이다. 나가사키현 오무라시 출신이다.

## 인물

### 프로 입단 전
가고시마현 기리시마시의 고쿠부니시 초등학교 4학년 때 고쿠부니시 야구 스포츠 소년단에서 야구를 시작했다. 중학교 시절에는 고쿠부미나미 중학교, 그후 전학 간 나가사키현 오무라시의 사쿠라가하라 중학교에서 같은 연식 야구부에 소속돼 있었지만 초등학교 시절에 야구주로 인해 오른쪽 팔꿈치를 다쳤기 때문에 중학교 3학년 때 수술을 받을 때까지 좌완 투수로서 경기에 참가했었다.

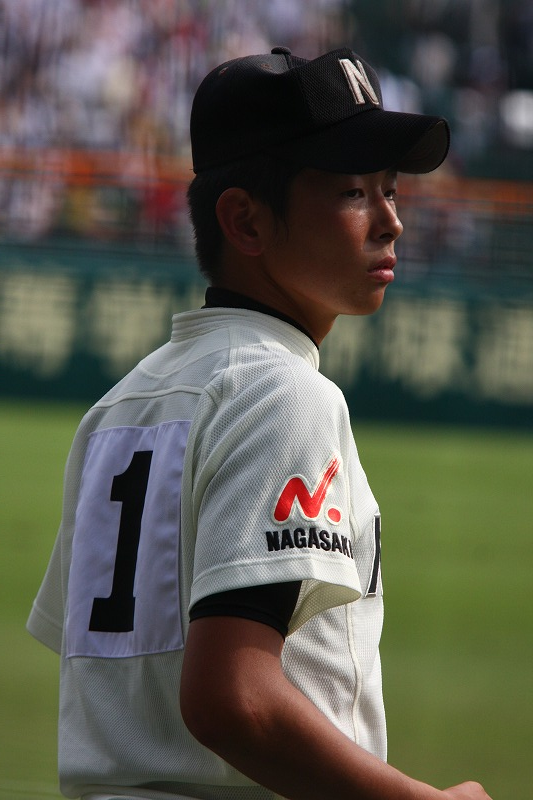
제91회 전국 고등학교 야구 선수권 대회에서의 오세라 다이치(2009년 8월, 한신 고시엔 구장)

고등학교는 나가사키 니혼 대학 고등학교에 진학했는데 3학년 때인 하계 나가사키 대회(전국 고등학교 야구 선수권 나가사키 대회) 준준결승전에서는 같은 해 선발 고등학교 야구 대회 우승 학교이기도 한 나가사키 현립 세이호 고등학교와 맞붙었다. 이 경기에서 훗날 프로에서 팀 동료가 되는 이마무라 다케루와 투수전을 펼쳐 세이호 고등학교의 타선을 4피안타 1실점으로 누르고 완투해 경기는 3대 1로 승리했다. 결승에서도 소세이칸 고등학교를 누르고 제91회 전국 고등학교 야구 선수권 대회에 출전했다. 1차전에서 기쿠치 유세이가 소속된 이와테현의 하나마키히가시 고등학교와 맞대결을 펼쳤는데 5회까지 무실점으로 호투했지만 팀은 패했다. 졸업할 때는 프로 지망 신청서를 제출하지 않고 대학 진학을 택했다. 진학한 곳은 그라운드나 연습 환경이 가장 좋다고 알려져 있던 것과, 아라카키 나기사나 마하라 다카히로를 프로로 내보낸 나카자토 기요시 감독의 지도를 받고 싶다는 이유로 규슈 공립대학을 선택했다.
규슈 공립대학에서는 스포츠학부에 진학했고 입학할 때부터 체간 트레이닝에만 전념하여 2학년 때는 필라테스를 도입했다. 3학년 때부터는 본격적인 웨이트 트레이닝을 개시했고 마른 체격이었던 신체는 4년 만에 14kg으로 증가됐다. 경식 야구부에서는 1학년 때부터 경기에 출전했고 후쿠오카 6대학 야구의 2010년 춘계 리그에서는 5승을 올려(5승 무패) 평균 자책점 1위(평균 자책점 0.63)의 타이틀을 획득하여 베스트 나인 선출과 팀 우승에 큰 기여를 했다. 추계 리그에서는 신인상을 받았다.
2학년 때인 춘계 리그에서 최우수 선수상을 비롯해 추계 리그에서 평균 자책점 1위와 최우수 선수상을 수상하여 베스트 나인에 선정됐고 이 해에는 춘계와 추계 리그에서 모두 우승했다. 제60회 전일본 대학야구 선수권 대회에서는 팀이 4강에 진출했고 7월에 미국에서 개최된 제38회 미일 대학야구 선수권 대회에서의 대학 일본 대표팀 선수로 발탁돼 2경기에 출전했다. 5차전인 미국전에서는 선발로 출전했다. 11월에 열린 제42회 메이지 진구 야구 대회에서는 2차전 상대인 소카 대학과의 경기에서 0대 3으로 패했는데 오세라는 9이닝 동안 159개의 공을 던져 탈삼진 10개를 기록하는 호투를 보였지만 팀은 이 경기에서 소카 대학 선발 투수인 오가와 야스히로에게서 11개의 삼진과 4안타에 그치는 부진을 겪었다. 훗날 대학 시절에 이 경기를 ‘자신을 성장시켜준’ 경기로 꼽았고, 겨울에 있은 오프 시즌 중 “내년 진구 구장에서 오가와랑 다시 맞대결을 하고 싶다”라는 생각으로 트레이닝에 전력을 쏟았다고 말했다.
3학년 때인 2012년 춘계 리그에서 최우수 선수상 수상과 동시에 베스트 나인에도 선출됐고 팀은 우승했다. 추계 리그에서 평균 자책점 1위와 감투상을 수상하면서 베스트 나인에도 선출됐다. 6월에 열린 제61회 전일본 대학 야구 선수권 대회에서는 대회 3일째에 전년도 메이지 진구 대회에서 패배한 소카 대학과의 재대결이 성사됐는데 이 경기에 선발 등판한 오세라가 소카대 타선을 3피안타 완봉하고 승리 투수가 됐다. 이 경기에서는 8회에 개인 최고 속도 타이 기록인 151km를 측정했다. 이어 준결승전 상대인 와세다 대학에게 패하면서 4위에 머물렀다. 같은 해 11 ~ 12월에 중화민국에서 개최된 ‘제26회 BFA 아시아 선수권 대회’의 일본 대표팀 선수로 발탁돼 2차전 경기인 파키스탄전에서 3이닝을 던져 9타자 연속 삼진을 처리하는 호투를 보였다.
이듬해 4학년 때는 팀의 주장을 맡았고, 2013년 춘계 리그에서 평균 자책점 1위(0.91)를 기록하면서 4년간 계속 맹활약했다. 후쿠오카 6대학 야구 리그의 통산 성적은 57경기에 등판하여 38승 5패, 평균 자책점 1.07을 기록했고 그해 7월에 개최된 제39회 미일 대학 야구 선수권 대회의 대학 일본 대표팀 선수로 발탁되면서 이전 대회와 합한 2대회 연속으로 대표팀에 발탁됐다. 또 그해 11월에 중화민국에서 열린 ‘2013 BASEBALL CHALLENGE 일본 vs 중화 타이베이’에서 아마추어 신분이면서도 일본 대표팀 선수로 발탁됐다. 2차전에서 선발 등판한 노무라 유스케에 이어 두 번째 투수로 등판, 4대 2로 승리하여 이 경기의 승리 투수가 됐다.
2013년 드래프트 회의에서 도쿄 야쿠르트 스왈로스, 히로시마 도요 카프, 한신 타이거스 등 3개 구단으로부터 1순위 지명을 받았고, 경합 추첨 결과 히로시마가 입단 협상권을 얻었다. 11월 16일에 기타큐슈시에 위치한 규슈 공립대학에서 계약금 1억 엔에 플러스 성과급 5,000만 엔, 연봉 1,500만 엔(금액은 추정치)로 계약을 맺었고 등번호는 오세라가 목표로 하고 있던 쓰다 쓰네미가 예전에 히로시마 소속될 당시에 착용했던 14번으로 정했다.

### 프로 입단 후

#### 2014년

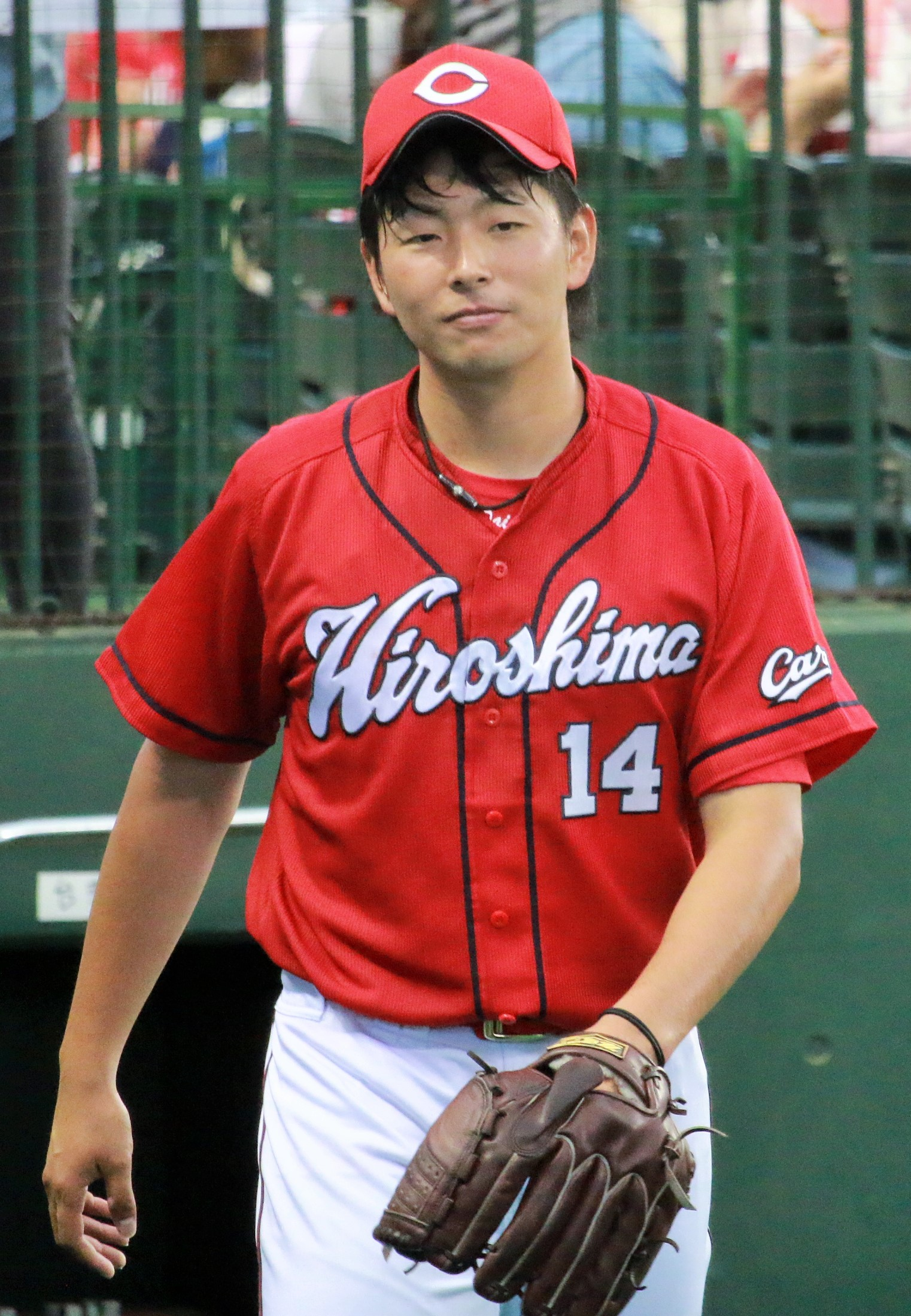
2014년 6월 12일, 세이부 돔에서

이듬해인 2월 22일에 오키나와시 야구장에서 열린 한신 타이거스와의 시범 경기에 선발 투수로서 첫 등판해 2이닝을 무실점으로 막아냈다. 정규 시즌에서는 같이 입단한 구리 아렌과 함께 개막부터 선발진의 일각을 구성했는데 복수의 신인 투수가 개막부터 선발 로테이션에 들어간 것은 히로시마 구단 역사상 최초이다. 두 경기째의 등판이 된 4월 9일 요미우리 자이언츠전에서 프로 데뷔 첫 패전 투수가 됐지만 같은 달 16일 한신전(마쓰다 스타디움)에서는 7이닝 동안 5피안타 1실점의 호투로 데뷔 첫 승리를 거뒀다. 이 경기에서 5회말의 두 번째 타석에서는 자신과 같은 대졸 신인 투수인 이와자키 스구루로부터 프로 첫 안타·첫 타점이 되는 2점 2루타를 날렸다. 5월 1일 한신전(한신 고시엔 구장)에서는 또다시 이와자키와 투수전을 펼친 끝에 9회에 마우로 고메스에게서 중월 솔로 홈런을 맞았지만 9이닝 1실점을 호투하여 프로 첫 완투승을 거뒀다. 게다가 같은 달 16일 요미우리전(도쿄 돔)에서 승리 투수가 됨에 따라 5연승을 기록했다.
그 후 이길 수 없는 시기가 있었지만 9월 6일 요코하마 DeNA 베이스타스전(요코하마 스타디움)에서 첫 완봉 승리를 따냈고 9월 25일 야쿠르트전에서는 두 자릿수 승리를 달성했다. 정규 시즌에서 26경기에 등판하여 10승 8패, 4.05의 평균 자책점을 기록한 공로로 센트럴 리그 신인왕을 차지하는 영예를 안았다.

#### 2015년
2월 16일에는 ‘GLOBAL BASEBALL MATCH 2015 사무라이 재팬 대 유럽 대표’의 일본 대표팀 선수로 발탁돼 이 대회의 1차전에 선발 등판하여 3이닝 1실점을 기록했다. 정규 시즌에서는 개막 로테이션에 들어갔지만 불안정한 투구로 승리를 따내지 못하는 부진을 겪었고 5월 4일 요미우리전에서 시즌 첫 승리를 거뒀어도 그 이후에는 승리를 따내지 못하거나 팀의 사정도 있어 6월부터는 중간 계투로 배치 전환됐다. 6월 10일 교류전인 사이타마 세이부 라이온스전에서 프로 데뷔 후 처음으로 구원 등판해 구원으로 전향한 5경기째 등판이 된 6월 27일 주니치 드래건스전에서 프로 데뷔 첫 홀드를 기록했다. 8월 26일 한신전에서는 9회에 2점차로 쫓기는 상황에 나카자키 쇼타를 대신하여 등판, 후쿠도메 고스케에게서 중전 안타를 맞고 만루가 됐지만 이어 후속 타자인 마우로 고메스를 유격수 땅볼 병살로 잡고 프로 첫 세이브를 기록했다. 시즌 최종전인 10월 7일 주니치전(마쓰다 스타디움)에서 8회에 등판했지만 제구력 난조로 3실점을 내주며 패전 투수가 됐고 이 경기에서 패전으로 인해 팀은 3년 연속 클라이맥스 시리즈 진출을 놓치는 바람에 경기 후 오세라는 벤치에서 울었다.

#### 2016년
시즌 개막을 앞둔 2월 15일에 ‘사무라이 재팬 평가전 - 일본 vs 중화 타이베이’의 일본 대표팀 26인 명단에 올랐지만 2월 21일에 오른쪽 팔꿈치 통증으로 사퇴했다. 같은 달 23일에 오른쪽 팔꿈치 안쪽 측부 인대 부분이 손상됐다는 진단을 받고 전반기를 암울하게 보냈다. 7월 20일에 열린 주니치전(마쓰다 스타디움)에서 시즌 첫 등판, 첫 선발로 등판해 3이닝 4실점의 내용으로 그대로 강판돼 다음날인 21일에 출전 선수 등록이 말소됐다. 그 후 8월 12일에는 1군에 재승격하여 이후엔 전년도와 똑같이 중간 계투로서 활약하며 팀의 25년 만에 리그 우승 달성에 큰 기여를 했다. 홋카이도 닛폰햄 파이터스와 맞붙은 일본 시리즈에서도 중간 계투로서 2경기에 등판했지만 3차전(삿포로 돔)에서는 오타니 쇼헤이에게 끝내기 적시타를 내주며 패전 투수가 됐다. 오프의 10월 31일에 사퇴한 나카자키 쇼타의 대체 선수로서 ‘사무라이 재팬 - 야구 네덜란드 대표, 야구 멕시코 대표 강화 경기’의 일본 대표팀에 추가로 소집됐다.

#### 2017년
2월 8일, 월드 베이스볼 클래식 일본 대표팀에서 대회 중에 교체가 가능한 지명 투수 범위로 들어갔다. 하지만 춘계 스프링 캠프 중인 같은 달 11일에 오른쪽 옆구리의 위화감을 호소하여 전력에서 이탈했고 3월 12일 교육 리그인 한신전(나루오하마 구장)에서 실전 등판을 위해 복귀하여 3이닝 1피안타 무실점의 호투를 보였다. 그 후 시범 경기에서도 호투를 계속하는 등의 좋은 활약으로 개막 로테이션 진입에 성공하여 8월 9일 주니치전(나고야 돔)에서 패전 투수가 될 때까지 개막 이후부터 7연승을 기록했다. 최종적으로 신인 시절 이후 3년 만의 두 자릿수 승리를 기록하여 규정 투구 이닝을 채우는 등 팀의 37년 만의 리그 2연패 달성에 기여했다.

#### 2018년
4월 하순부터 6월 상순에 걸쳐 등판한 6경기에서 6연승을 기록했다. 1년 동안 안정된 모습을 보여주면서 시즌 15승, 최고 승률(0.682)을 기록하여 프로 첫 타이틀이 되는 다승왕과 최고 승률을 연거푸 획득했다.

#### 2019년
3월 29일 개막전인 요미우리전(마쓰다 스타디움)에서 자신의 첫 개막전 선발 투수로 등판해 8이닝 무실점의 호투로 시즌 첫 승리 투수가 됐다. 특히 개막전에서 전년도까지 팀 동료였던 마루 요시히로를 4타석 연속 삼진으로 막아냈다. 4월 25일 주니치전(마쓰다 스타디움)에서는 시즌 첫 완투승·첫 완봉승으로 따냈다. 올스타전에서는 처음으로 팬 투표 1위에 선정됐으며 8월 2일 한신전(마쓰다 스타디움)에서 두 번째 완봉승을 무볼넷으로 장식했다.

## 플레이 스타일

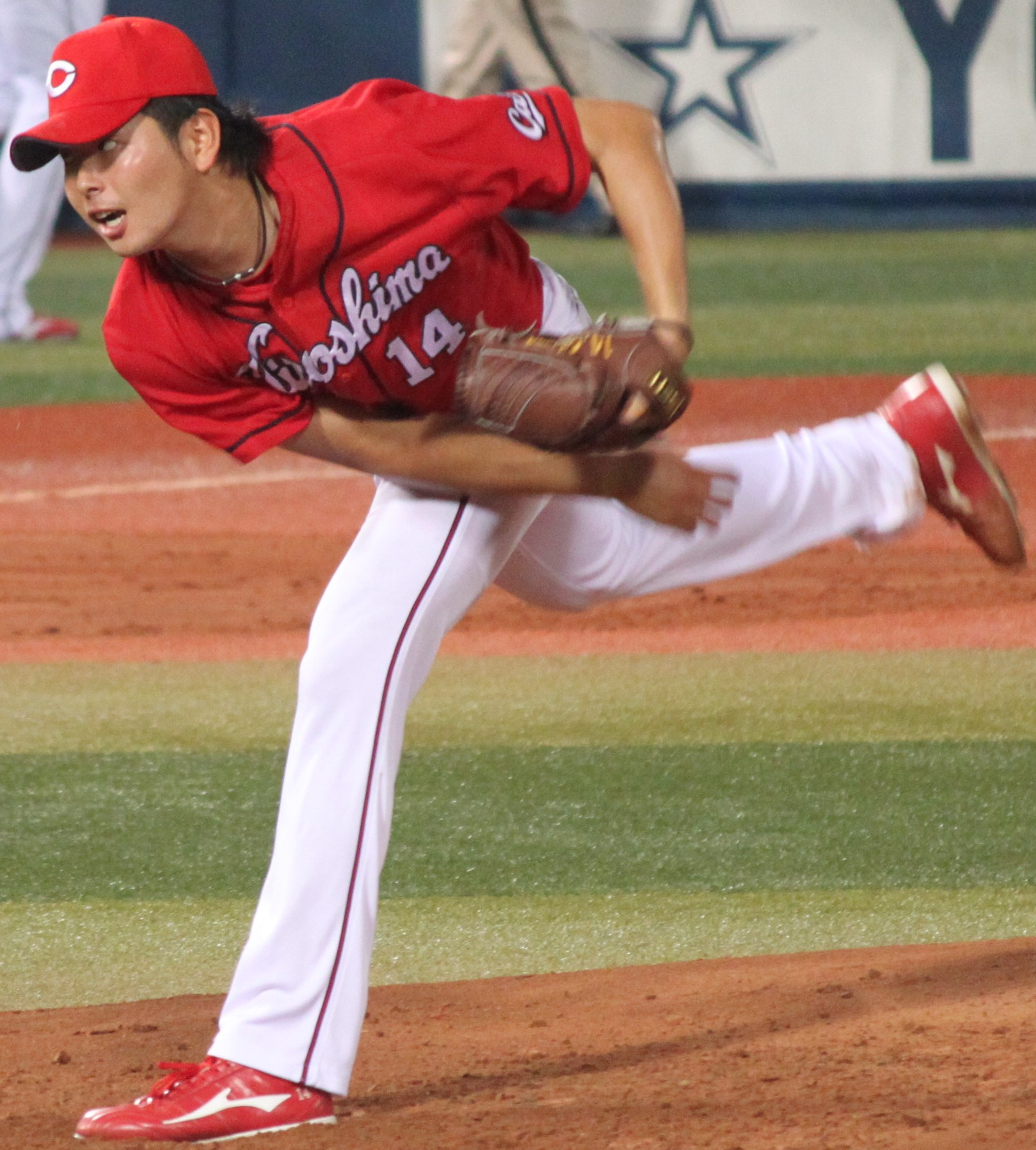
오세라의 투구폼(2014년 9월 6일, 요코하마 스타디움에서)

- 스리쿼터에서 최고 속도 154 km/h[42]의 직구를 던지는 속구파이다. 변화구는 컷 패스트볼이나 슬라이더를 축으로 커브, 체인지업, 포크볼도 한데 섞은 투구가 특징이다.[2]
- 2018년 시즌에서는 왼손을 높게 올리면서 사용하는 투구폼으로 변경해 구위, 제구력이 늘어났고 주도권을 잡으면서 투구를 펼칠 수 있게 됐다.[37]

## 에피소드
- 2013년에 히로시마가 처음으로 클라이맥스 시리즈에 진출하여 클라이맥스 시리즈 퍼스트 스테이지 2차전인 한신 - 히로시마전이 한신 고시엔 구장에서 열렸던 그해 10월 13일, 오세라는 드래프트 앞두고 휴가를 이용해서 야구부 동료와 함께 히로시마를 방문했다. 오세라는 대형 전광판을 통한 관전이 이뤄지고 있던 마쓰다 스타디움에 와보았지만 사전에 배부된 정리권을 갖고 있지 않았기 때문에 입장할 수 없어서 마쓰다 스타디움 주변을 배회하고 있었다. 그 곳에 낯선 남성에게서 갑자기 말을 걸어와 ‘남았니까 줄게’라고 정리권을 건네받은 일이 있었다고 한다. 이 정리권으로 들어갈 수 있는 구장내에 뜨거운 함성과 열렬한 응원에 둘러쌓인 분위기에 감동을 받았고, 그 때 동행했던 야구부 매니저에게서 히로시마에 입단할 수 있으면 좋겠다는 말을 듣고 본인이 ‘그러게요’라고 대답했다고 한다.[2][3][43]
- 드래프트 당일에는 스카우트 담당이던 다무라 게이와 함께 빨간색 바지를 입고 있었다. 규슈 공립대학 감독인 나카자토 기요시의 ‘내기는 빨간색으로 임한다’라는 말에서 말에서 그렇게 했다고 본인은 말하고 있지만 기이하게도 그 ‘빨간색’을 팀 컬러로 하는 히로시마로부터 1순위로 지명받았다.[3]
- 드래프트 이후인 2013년 12월 2일부터 약 2주 동안 대학에서 교직 과정 단위를 취득하기 위해 모교인 나가사키 니혼 대학 고등학교에서 야구부 감독이기도 한 교사의 지도 하에 고등학교 보건 체육 교원 면허 취득에 관한 교육 실습을 했다.[44][45] 또, 마지막 날인 12월 16일에는 같은 계열의 중학교 학생을 포함한 재학생 1,054명이 모인 강연회에서 오세라는 단상에서 프로에 입단한 꿈을 실현시킨 자신의 체험담과 에피소드를 소개했다.[46][47]
- 드래프트 회의를 앞두고 “가족들의 지원이 투지를 불태우게 했다”라고 말했는데, ‘자신은 야구로 가족을 지지한다’라는 헝그리 정신을 가지고 있다.[48]
- 위기에 강한 집중력은 자위관인 아버지의 교육에 따른 결과이다. 오세라는 아버지에 대해 “예의 바르지 않으면 엄청 화를 냈었다”라고 말했고 가끔은 주먹을 휘두를 정도의 체벌을 가하기도 했으며 식사 때 조차도 긴장을 놓으면 안 됐다. 그런 스파르타 교육에 의해서 예의 바른 행동과 동시에 어떤 일에 대해서도 집중력이 길러졌다. 이에 대해 오세라는 “당시엔 무서웠지만 그런 아버지로부터의 엄한 교육을 받았기 때문에 지금의 나 자신이 있다고 생각한다”라고 아버지에게 감사하는 말을 했다.[49]
- 팀 선배인 마에다 겐타는 드래프트에서 오세라의 히로시마 입단이 확정됐을 때부터 “많은 이야기를 하고 싶다”라고 말했고 로커룸이나 신칸센으로 이동할 때 자리나 좌석도 근처에서 “에이스로 가는 길의 전수”를 진행시켰다. 또한 이동 중에 실황 파워풀 프로 야구를 플레이하는 경우가 있지만 마에다가 너무 강해서 오세라는 매번 진다.
- 위에서 말한 이마무라 다케루, 입단과 같은 시기에 요미우리 자이언츠에서 트레이드로 이적한 이치오카 류지와 함께 팬으로부터 얼굴이 카피바라를 닮았다는 이유로 ‘카피바라 형제’라고 불리고 있다. 히로시마 현지 방송과의 인터뷰에서 “이마무라와 함께 사람들로부터 카피바라를 닮았다는 이야기를 자주 들었기 때문에 둘이서 함께 노력하고 싶다”라고 말했다. 이치오카 류지에 대해 트위터에서는 팀 선배이면서도 ‘카피오카 씨’라고 부르는 일도 있다. 히로시마 구단 공식 상품에서도 이마무라, 이치오카와 함께 일명 ‘카피바라 3형제’로서 T셔츠나 손수건 등의 상품도 판매되고 있다.
- 가끔씩 하는 소극적인 기쁨의 세리모니는 가수 이츠키 히로시가 노래하는 모습을 연상케 하는 것이며, 야구 잡지에 게재된 독자 투고란에서도 언급된 바있다.[50]
- 2019년 1월 16일, 탤런트 아사다 마유와 약 2년 간 교제를 거쳐 결혼했다는 사실이 알려졌다.[51] 혼인 신고는 시즌 개막 이전까지 이뤄질 것이라는 언론 보도가 나오면서[52] 그 후 2019년 1월 29일에 혼인 신고를 했다.[53]

## 상세 정보

### 출신 학교
- 나가사키 니혼 대학 고등학교
- 규슈 공립대학

### 선수 경력
- 히로시마 도요 카프(2014년 ~ )

### 수상·타이틀 경력

#### 타이틀
- 다승왕 : 1회(2018년)
- 최고 승률 : 1회(2018년)[주 1]

#### 수상
- 신인왕(2014년)
- 월간 MVP : 1회(2018년 5월) ※투수 부문
- 최우수 배터리상 : 1회(2018년) ※포수: 아이자와 쓰바사
- 호치 프로 스포츠 대상 : 1회(2018년)

### 개인 기록

#### 투수 기록
- 첫 등판·첫 선발 등판 : 2014년 4월 2일, 대 도쿄 야쿠르트 스왈로스 2차전(MAZDA Zoom-Zoom 스타디움 히로시마), 7이닝 2실점에서 승패는 연결되지 않음
- 첫 탈삼진 : 상동, 3회초에 후루노 마사토로부터 루킹 삼진
- 첫 승리·첫 선발 승리 : 2014년 4월 16일, 대 한신 타이거스 2차전(MAZDA Zoom-Zoom 스타디움 히로시마), 7이닝 1실점
- 첫 완투·첫 완투 승리 : 2014년 5월 1일, 대 한신 타이거스 6차전(한신 고시엔 구장), 9이닝 1실점 7탈삼진
- 첫 완봉 승리 : 2014년 9월 6일, 대 요코하마 DeNA 베이스타스 20차전(요코하마 스타디움), 9이닝 5피안타 10탈삼진
- 첫 홀드 : 2015년 6월 27일, 대 주니치 드래건스 9차전(MAZDA Zoom-Zoom 스타디움 히로시마), 8회초에 2번째 투수로서 구원 등판, 1이닝 무실점
- 첫 세이브 : 2015년 8월 26일, 대 한신 타이거스 15차전(MAZDA Zoom-Zoom 스타디움 히로시마), 9회초 1사에 3번째 투수로서 구원 등판·마무리, 2/3이닝 무실점

#### 타격 기록
- 첫 안타·첫 타점 : 2014년 4월 16일, 대 한신 타이거스 2차전(MAZDA Zoom-Zoom 스타디움 히로시마), 6회말에 이와자키 스구루로부터 왼쪽을 가르는 2점 적시 2루타

#### 기타
- 올스타전 출장 : 2회(2018년, 2019년)
- 첫 대결부터 동일 카드 12연승 : 2019년 7월 26일, 대 도쿄 야쿠르트 스왈로스 15차전(메이지 진구 야구장) ※센트럴 리그 신기록[56]

### 등번호
- 14(2014년 ~ )

### 연도별 투수 성적
| 연 도      | 소 속      | 등 판 | 선 발 | 완 투 | 완 봉 | 무 4 구 | 승 리 | 패 전 | 세 이 브 | 홀 드 | 승 률 | 타 자 | 이 닝 | 피 안 타 | 피 홈 런 | 볼 넷 | 고 4 | 몸 맞 | 탈 삼 진 | 폭 투 | 보 크 | 실 점 | 자 책 점 | 평 자 책 | W H I P |
| ---------- | ---------- | ----- | ----- | ----- | ----- | ------- | ----- | ----- | -------- | ----- | ----- | ----- | ----- | -------- | -------- | ----- | ---- | ----- | -------- | ----- | ----- | ----- | -------- | -------- | ------- |
| 2014년     | 히로시마   | 26    | 26    | 3     | 1     | 0       | 10    | 8     | 0        | 0     | .556  | 648   | 151.0 | 165      | 20       | 40    | 0    | 3     | 116      | 5     | 0     | 80    | 68       | 4.05     | 1.36    |
| 2015년     | 히로시마   | 51    | 9     | 2     | 0     | 0       | 3     | 8     | 2        | 20    | .273  | 475   | 109.1 | 111      | 5        | 31    | 0    | 1     | 97       | 4     | 0     | 53    | 38       | 3.13     | 1.30    |
| 2016년     | 히로시마   | 17    | 1     | 0     | 0     | 0       | 3     | 1     | 0        | 4     | .750  | 87    | 21.2  | 15       | 2        | 6     | 0    | 1     | 24       | 1     | 0     | 8     | 8        | 3.32     | 0.97    |
| 2017년     | 히로시마   | 24    | 24    | 0     | 0     | 0       | 10    | 2     | 0        | 0     | .833  | 617   | 145.2 | 143      | 12       | 43    | 0    | 1     | 109      | 9     | 0     | 68    | 59       | 3.65     | 1.28    |
| 2018년     | 히로시마   | 27    | 27    | 2     | 0     | 1       | 15    | 7     | 0        | 0     | .682  | 727   | 182.0 | 143      | 22       | 41    | 2    | 4     | 159      | 4     | 0     | 65    | 53       | 2.62     | 1.01    |
| 2019년     | 히로시마   | 26    | 25    | 6     | 2     | 3       | 11    | 9     | 0        | 0     | .550  | 712   | 173.1 | 176      | 22       | 35    | 2    | 4     | 136      | 4     | 0     | 72    | 68       | 3.53     | 1.22    |
| 통산 : 6년 | 통산 : 6년 | 171   | 112   | 13    | 3     | 4       | 52    | 35    | 2        | 24    | .598  | 3266  | 783.0 | 753      | 83       | 196   | 4    | 14    | 641      | 27    | 0     | 346   | 294      | 3.38     | 1.21    |

- 2019년 시즌 종료 기준.
- 굵은 글씨는 시즌 최고 성적.

### 연도별 투수(선발) 성적 소속 리그내에서의 순위
| 연 도 | 연 령 | 리 그       | 완 투 | 완 봉 | 승 리 | 승 률 | 투구 이닝 | 탈 삼 진 | 평 자 책 |
| ----- | ----- | ----------- | ----- | ----- | ----- | ----- | --------- | -------- | -------- |
| 2014  | 23    | 센트럴 리그 | 1위   | 3위   | 4위   | -     | -         | 8위      | -        |
| 2015  | 24    | 센트럴 리그 | 6위   | -     | -     | -     | -         | -        | -        |
| 2016  | 25    | 센트럴 리그 | -     | -     | -     | -     | -         | -        | -        |
| 2017  | 26    | 센트럴 리그 | -     | -     | 7위   | 1위   | -         | -        | 8위      |
| 2018  | 27    | 센트럴 리그 | 3위   | -     | 1위   | 3위   | 2위       | 2위      | 3위      |

- ‘-’: 10위 미만

### 연도별 수비 성적
| 연도 | 소속     | 투수  | 투수  | 투수  | 투수  | 투수  | 투수     |
| 연도 | 소속     | 경 기 | 척 살 | 보 살 | 실 책 | 병 살 | 수 비 율 |
| ---- | -------- | ----- | ----- | ----- | ----- | ----- | -------- |
| 2014 | 히로시마 | 26    | 7     | 28    | 0     | 1     | 1.000    |
| 2015 | 히로시마 | 51    | 2     | 11    | 4     | 0     | .765     |
| 2016 | 히로시마 | 17    | 0     | 3     | 0     | 0     | 1.000    |
| 2017 | 히로시마 | 24    | 14    | 17    | 1     | 2     | .969     |
| 2018 | 히로시마 | 27    | 10    | 27    | 0     | 2     | 1.000    |
| 2019 | 히로시마 | 26    | 6     | 30    | 0     | 0     | 1.000    |
| 통산 | 통산     | 171   | 39    | 116   | 5     | 5     | .969     |

- 2019년 시즌 종료 기준.

## 주요 출연

### 방송 출연
- 《Get Sports - ‘규슈 공립대학 오세라 다이치: 드래프트 1위 후보 - 대학 No.1 투수의 전모’》(TV 아사히 계열, 2013년 8월 18일)
- 《드래프트 긴급 학생 특별 프로그램! 엄마 고마워요》(TBS 텔레비전, 2013년 10월 24일)

### 저서
- 《大瀬良大地メッセージBOOK 大地を拓く》 [오세라 다이치 메시지 BOOK - 대지를 개척한다]. 고사이도 출판. 2016년. ISBN 978-4331520017. 2016년 11월 9일에 원본 문서에서 보존된 문서. 2016년 12월 22일에 확인함.

### 주해
1. ↑  2017년에는 규정 투구 이닝 도달자 중에서는 승률 1위였지만, 13승 이상이라는 해당 타이틀의 획득 조건을 충족시키지 못해서 타이틀을 획득하지 못했다.[54] 이듬해 2018년에는 규정 투구 이닝 도달자 중에서는 승률 3위였지만, 13승 이상을 거둔 사람 중 1위였기 때문에 타이틀을 획득했다.[55]

### 출전
1. ↑  広島 - 契約更改 - プロ野球 - 닛칸 스포츠, 2019년 12월 11일 확인
2. 1 2 3 4  “広島大瀬良当てた　ＣＳのＰＶ観戦が縁!?”. 닛칸 스포츠. 2013년 10월 25일. 2013년 10월 27일에 확인함.
3. 1 2 3  大瀬良大地、カープとの相思相愛を実らせた勝負パンツ 보관됨 2015-12-11 - 웨이백 머신 - sportiva, 2013년 11월 14일
4. ↑  在学生インタビュー No.7 スポーツ学部 大瀬良大地さん 보관됨 2013-11-29 - 웨이백 머신 - 규슈 공립대학 공식 홈페이지
5. 1 2 3 4  2013インタビュー　第167回九州共立大　大瀬良 大地 보관됨 2015-12-11 - 웨이백 머신 - 고교 야구 닷컴, 2013년 12월 10일
6. ↑  大学No.1右腕・大瀬良大地が目指す理想 涙の敗戦を乗り越えたドラ1候補の秋 보관됨 2015-12-11 - 웨이백 머신 - 스포츠 네비, 2013년 9월 6일
7. ↑  第38回 日米大学野球選手権大会 보관됨 2016-03-04 - 웨이백 머신 - 전일본 대학 야구 연맹 홈페이지
8. ↑  第42回明治神宮野球大会 試合結果2回戦　創価-九州共立 보관됨 2015-09-24 - 웨이백 머신 - 일본 학생 야구 협회 홈페이지, 2014년 2월 27일 확인
9. ↑  前日の川満に続き　大瀬良も完封で九共大４強一番乗り - 스포츠 닛폰, 2012년 6월 15일
10. ↑  ‘【硬式野球部】本学学生が『第26回BFAアジア選手権大会』日本代表選手に選出されました’ - 규슈 공립대학 홈페이지, 2012년 11월 30일
11. ↑  歴代表彰選手一覧 보관됨 2015-12-11 - 웨이백 머신 - 후쿠오카 6대학 야구 연맹
12. ↑  2013 BASEBALL CHALLENGE「日本 VS チャイニーズ・タイペイ」 보관됨 2014-10-08 - 웨이백 머신 - 야구 일본 대표 사무라이 재팬 공식 홈페이지, 2014년 2월 27일 확인
13. ↑  大学NO.1投手の大瀬良は広島！くじ引いた田村スカウトは「頭が真っ白…」 - 스포츠 닛폰, 2013년 10월 24일
14. ↑  大瀬良３度目でプロ初星「ぶち最高！」 보관됨 2015-12-11 - 웨이백 머신 - 데일리 스포츠, 2014년 4월 17일
15. ↑  阪神先発・岩崎　大瀬良にプロ初安打 보관됨 2015-12-11 - 웨이백 머신 - 데일리 스포츠, 2014년 4월 16일
16. ↑  広島独走!2位阪神に4差　大瀬良5連勝 - 닛칸 스포츠, 2014년 4월 16일
17. ↑  欧州代表戦、侍ジャパン出場選手発表！6選手が小久保体制下で初招集 - 야구 일본 대표 사무라이 재팬 공식 홈페이지, 2015년 2월 16일
18. ↑  広島・大瀬良がプロ初ホールド 보관됨 2015-09-23 - 웨이백 머신 - 데일리 스포츠, 2015년 6월 27일
19. ↑  大瀬良プロ初Ｓ　９回満塁でゴメス斬り「大変さが分かりました」 - 스포츠 닛폰, 2015년 8월 27일
20. ↑  広島１安打でＣＳ幻に　大瀬良３失点に大粒の涙 - 닛칸 스포츠, 2015년 10월 8일
21. ↑  3月開催の侍ジャパン強化試合、出場26選手発表！ - 사무라이 재팬 공식 홈페이지, 2016년 2월 15일
22. ↑  侍ジャパン強化試合　出場選手変更のお知らせ 보관됨 2017-02-25 - 웨이백 머신 - 사무라이 재팬 공식 홈페이지, 2016년 2월 21일
23. ↑  大瀬良開幕アウト、復帰は４月下旬か 보관됨 2018-06-12 - 웨이백 머신 - 데일리 스포츠, 2016년 2월 26일
24. ↑  大瀬良、今季初登板初先発も３回４失点で無念の降板　大島に先頭打者弾浴びる - 스포니치 아넥스, 2016년 7월 20일
25. ↑  負傷の阪神・西岡が抹消、広島・大瀬良はわずか1日で二軍降格…21日のプロ野球公示 보관됨 2018-06-12 - 웨이백 머신 -　베이스볼 킹, 2016년 7월 21일
26. ↑  広島・大瀬良が再昇格　12日のプロ野球公示 보관됨 2018-06-12 - 웨이백 머신 -　베이스볼 킹, 2016년 8월 12일
27. ↑  2016年度SMBC日本シリーズ　試合結果 보관됨 2018-07-19 - 웨이백 머신 -　일본 야구 기구 홈페이지
28. ↑  日本ハムがサヨナラ！大谷決めた／日本Ｓ第３戦詳細 - 닛칸 스포츠, 2016년 10월 25일
29. ↑  侍ジャパン強化試合 出場選手変更のお知らせ - 사무라이 재팬 공식 홈페이지, 2016년 10월 31일
30. ↑  広島・野村ら指名投手枠　ＷＢＣ日本代表 보관됨 2018-06-12 - 웨이백 머신 - 니혼케이자이 신문, 2017년 2월 9일
31. ↑  大瀬良「右脇腹違和感」長期離脱回避へ別メニュー 보관됨 2018-06-12 - 웨이백 머신 -　데일리 스포츠, 2017년 2월 13일
32. ↑  大瀬良、沖縄キャンプ不参加　緒方監督「連れて行かない」 보관됨 2018-06-12 - 웨이백 머신 - 데일리 스포츠, 2017년 2월 17일
33. ↑  大瀬良が初の実戦登板　３回１安打無失点とローテ入りアピール 보관됨 2018-06-12 - 웨이백 머신 -　데일리 스포츠, 2017년 3월 12일
34. ↑  大瀬良、大逆転で開幕ローテ入り　緒方監督が明言！さあ４・２虎狩りへ 보관됨 2018-06-12 - 웨이백 머신 -　데일리 스포츠, 2017년 3월 27일
35. ↑  大瀬良７失点６回途中ＫＯ　連勝止まった今季初黒星…マジック １日で消滅 보관됨 2018-06-12 - 웨이백 머신 -　데일리 스포츠, 2017년 8월 10일
36. ↑  大瀬良　３年ぶり２桁１０勝　規定投球回数もクリア 보관됨 2018-06-12 - 웨이백 머신 -　데일리 스포츠, 2017년 9월 28일
37. 1 2  《슈칸 베이스볼》, 2018년 10월 1일자, p.14
38. ↑  주식회사 스포츠 닛폰 신문사 멀티미디어 사업본부. “開幕戦の衝撃 広島・大瀬良が奪った丸4連続三振”. 《Sponichi Annex》.
39. ↑  주식회사 스포츠 닛폰 신문사 멀티미디어 사업본부. “広島7連勝 大瀬良5年ぶり完封で開幕戦以来の2勝目”. 《Sponichi Annex》.
40. ↑  주식회사 스포츠 닛폰 신문사 멀티미디어 사업본부. “球宴ファン投票 大瀬良、村上が逆転選出”. 《Sponichi Annex》.
41. ↑  河合洋介 (2019년 8월 3일). “広島・大瀬良、初の無四球完封8勝　首位巨人に3差接近”. 스포니치. 2020년 6월 5일에 확인함.
42. ↑  “広島大瀬良、自己最速154キロ「球の強さ戻った」”. 《닛칸 스포츠》. 2015년 8월 3일.
43. ↑  大瀬良　広島に入りたかった！田村スカウトと赤パンツでドラフトに 보관됨 2015-09-24 - 웨이백 머신 - 스포츠 닛폰, 2013년 10월 25일
44. ↑  ‘広島ドラフト１位　大瀬良「先生」が教育実習’ - 요미우리 신문, 2014년 12월 4일
45. ↑  ‘広島ドラ１大瀬良　母校での教育実習最終日に講演「チャレンジする気持ちを大切に」’ - 데일리 스포츠, 2014년 12월 17일
46. ↑  広島ドラ１大瀬良　母校・長崎日大高で講演　３カ条説く - 스포츠 닛폰, 2013년 12월 17일
47. ↑  大瀬良“先生”母校でドカ食い秘話披露 보관됨 2015-12-22 - 웨이백 머신 - 데일리 스포츠, 2013년 12월 17일
48. ↑  強力投手陣を牽引する赤い新星、大瀬良大地。～カープ女子も時めく？ 一球入魂～ 보관됨 2015-12-22 - 웨이백 머신 - Number Web, 2014년 5월 21일
49. ↑  ピンチに強い大瀬良を育てた父の教育 보관됨 2015-12-22 - 웨이백 머신 - 도쿄 스포츠, 2014년 5월 4일
50. ↑  《슈칸 베이스볼》, 2018년 10월 1일자, p.72
51. ↑  “広島大瀬良が浅田真由と結婚！TDSでプロポーズ”. 닛칸 스포츠. 2019년 1월 16일. 2018년 1월 16일에 확인함.
52. ↑  “広島・大瀬良がタレント浅田真由と結婚「元気で明るいタイプ」と笑顔で報告”. 도쿄 스포츠 Web. 2019년 1월 16일. 2019년 1월 17일에 원본 문서에서 보존된 문서. 2019년 1월 16일에 확인함.
53. ↑  ‘結婚 タレント「浅田真由さん」との同棲をきっかけに昨季リーグ最多勝 広島のエース「大瀬良大地」投手’, 주간 신초, 2019년 2월 28일자, p.12, 신초샤, 2019년 2월 25일 확인
54. ↑  2017年度 セントラル・リーグ セントラル・リーグ リーダーズ(投手部門) 보관됨 2018-11-11 - 웨이백 머신 - 일본 야구 기구 홈페이지
55. ↑  2018年度 セントラル・リーグ セントラル・リーグ リーダーズ(投手部門) 보관됨 2018-11-11 - 웨이백 머신 - 일본 야구 기구 홈페이지
56. ↑  “大瀬良、初対戦から同一カード12連勝以上は３人目”. 《닛칸 스포츠》. 닛칸 스포츠 신문사. 2019년 7월 27일. 2019년 7월 27일에 확인함.